# Али-паша Мујезинзаде
Али-паша (тур. Müezzinzade Ali Paşa), погинуо 7. октобра 1571, био је турски командант флоте - капудан паша. Командовао је турском флотом у Кипарском рату (1570-1571) и у бици код Лепанта (1571), где је и погинуо.

## Кипарски рат
Бродским десантом на Кипар, Али-паша допринео је паду Никозије, а блокадом Кипра олакшао је опсаду Фамагусте. Затим је напао млетачка острва Кандију (Крит), Закинтос и Кефалонију. По наређењу султана Селима II, кренуо је јула 1571. са 250 галија против Свете лиге хришћанских држава. Уместо да потражи и појединачно туче неприкупљене млетачке флотне одреде, нападао је и пљачкао источну обалу Јадрана, при чему је 9-16. августа безуспешно опседао Котор с мора и с копна. На глас о концентрацији хришћанске флоте, напустио је Јадран, опљачкавши успут острво Крф. У бици код Лепанта (1571), потпуно потучен, погинуо је на командној галији.